# Prosantorhinus
Prosantorhinus é um gênero extinto de rinoceronte do Mioceno baixo e médio. Esse rinoceronte pequeno da tribo teleoceratini encontrava-se na Europa ocidental e na Ásia. Parecia-se com os hipopótamos na forma.